# Sattajärvi (Jukkasjärvi socken, Lappland, 754000-172353)
Sattajärvi är en sjö i Kiruna kommun i Lappland och ingår i Torneälvens huvudavrinningsområde. Sjön har en area på 0,571 kvadratkilometer och ligger 292 meter över havet. Sattajärvi ligger i Rautusakara Natura 2000-område.

## Delavrinningsområde
Sattajärvi ingår i det delavrinningsområde (754044-172225) som SMHI kallar för Utloppet av Sattajärvi. Medelhöjden är 369 meter över havet och ytan är 5,95 kvadratkilometer. Det finns inga avrinningsområden uppströms utan avrinningsområdet är högsta punkten. Vattendraget som avvattnar avrinningsområdet har biflödesordning 4, vilket innebär att vattnet flödar genom totalt 4 vattendrag innan det når havet efter 350 kilometer. Avrinningsområdet består mestadels av skog (90 procent). Avrinningsområdet har 0,56 kvadratkilometer vattenytor vilket ger det en sjöprocent på 9,5 procent.